# Regalo promocional

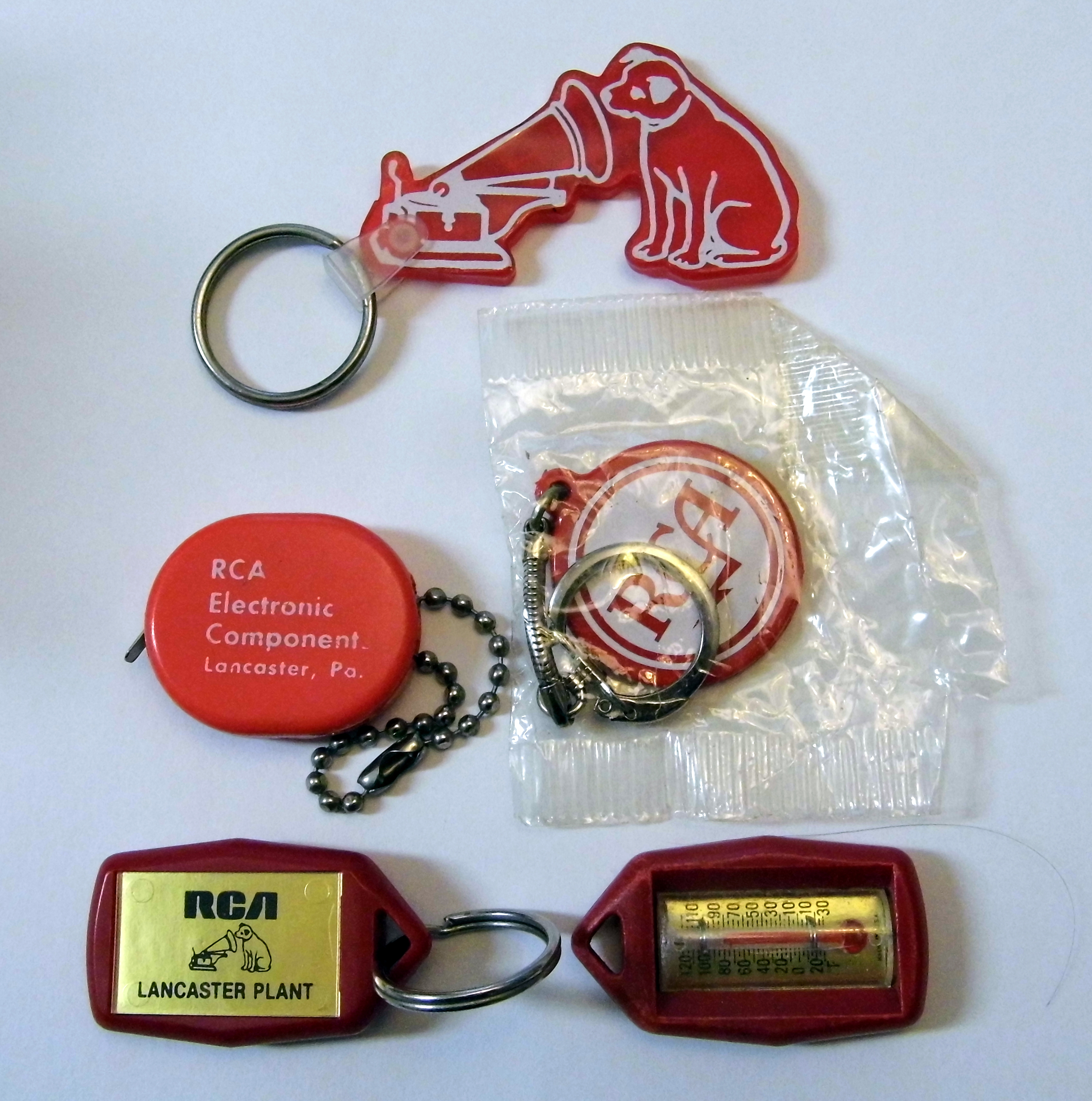
Llaveros promocionales regalados por RCA

Un artículo promocional, regalo promocional o producto de merchandising es un producto en el que a menudo se ha impreso  un logo o un eslogan y se utiliza con fines publicitarios o en el marco de una campaña de comunicación. Generalmente, este artículo se ofrece gratuitamente con el fin de promover una empresa, una imagen de marca, una marca, un evento o una conferencia. También son utilizados en el marco de una campaña de marketing de guerrilla.

## Historia
Los primeros artículos promocionales conocidos en Estados Unidos son las galletas de campañas utilizadas durante la elección de George Washington en 1789. Durante el siglo XIX, un cierto número de calendarios y de reglas graduadas fueron distribuidos con fines publicitarios. Sin embargo, la fabricación y la distribución de artículos promocionales todavía no se hacía por medio de industrias organizadas.
Jasper Meeks, un impresor de la ciudad de Coshocton en Ohio, es considerado por muchos como el creador de esta industria. Él convenció a una tienda de zapatos local para que regalara mochilas sobre las que el logo de la tienda se imprimía en una escuela de los alrededores. Henry Beach, un impresor de la misma ciudad y un competidor de Meeks, reutilizó la idea. Ambos se pusieron a imprimir y a vender bolsas de canicas, látigos ecuestres, cajas de papel, abanicos, calendarios, gorras, delantales, así como sombreros para los caballos.
En 1904, doce fabricantes de artículos promocionales se agruparon con el fin de fundar la primera asociación profesional del sector. Esta organización actúa ahora con el nombre de Promotional Products Asociación Internacional o PPAI. En 2011, pertenecían a ella 10.000 miembros. 